# Masally
Masally (en azerí: Masallı) es una localidad de Azerbaiyán, capital del raión homónimo. Se encuentra a una altitud de 0 m sobre el nivel del mar. Está situada en el sudeste de Azerbaiyán, en las tierras bajas de Lankaran, en el río VIlyashchay, a unos 18 kilómetros de la estación ferrocarril Masally y a 259 km de Bakú. 

## Historia
Masalli obtuvo el estatuto de ciudad en el año 1960. 

## Demografía
Según estimación 2018 contaba con 8867 habitantes.
| Total    | Total | Hombres  | Hombres | Mujeres  | Mujeres |
| personas | %     | personas | %       | personas | %       |
| 8867     | 4,50  | 4469     | 4,52    | 4398     | 4,48    |